# Арена неистовых
«Арена неистовых» (груз. ჭიდაობას რა უნდა) — советский художественный фильм 1986 года, историческая спортивная драма, созданная на киностудии «Грузия-фильм». Снял фильм режиссёр Михаил Чиаурели по сценарию, написанному совместно с Резо Чейшвили.
Фильм был заметен и в других странах — он был показан в ГДР по телевидению (премьера 4 февраля 1988 года).

## Сюжет
Грузия, начало XX века. Сборщик орехов Каленике из горного селения в Лечхуми пришёл в Кутаис продавать свой товар. А в это время на площади города шло представление борцов из труппы антрепренёра Баадура Херхеулидзе. Каленике принял участие в соревновании и легко победил фаворита труппы Ахмеда. Антрепренёр пригласил талантливого парня к себе. Простодушный и честный Каленике привязался к семье Херхеулидзе и влюбился в его приемную дочь Гюли. Между тем росла и борцовская слава крестьянина из Лечхуми. На Всемирном чемпионате мира в Париже он выигрывает у своего соперника, брата графа Робера, заключившего сделку с Баадуром, который вынужден был согласиться на неё, так как граф обещал хорошо заплатить за поражение Каленике в договорном поединке. Учитель и ученик вынуждены спасаться от разъяренного Робера бегством. Больное сердце Баадура не выдерживает и он умирает на руках ученика. Чтобы увезти тело покойного на родину и заработать на это деньги, Каленике устраивается грузчиком в марсельском порту...

## В ролях
- Отар Мегвинетухуцеси — Баадур Херхеулидзе
- Дато Рачвели — Каленике Лечхумский
- Лика Кавжарадзе — Гюли
- Людмила Нильская — Наташа
- Софико Каландадзе — Софико
- Гурам Николаишвили — Тристан (озвучивал Валентин Брылеев)
- Роман Рцхиладзе — Ахмед
- Гиви Сихарулидзе — Карел Поспишил
- Заза Коберидзе — Датиа
- Гиви Тохадзе — Чинизелли
- Теймураз Бичиашвили — граф Робер
- Паата Бараташвили — врач-француз
- Джемал Пхакадзе — Яша
- Отар Зауташвили — проситель справки

## Съёмочная группа
- Авторы сценария: Резо Чейшвили и Михаил Чиаурели
- Режиссёр: Михаил Чиаурели
- Оператор: Георгий Герсамия
- Композитор: Энри Лолашвили
- Текст песен: Гия Гордезиани
- Художники-постановщики: Васо Арабидзе (как Василий Арабидзе) и Малхаз Кухашвили
- Звукорежиссёр: Дмитрий Гедеванишвили

## Технические данные
- Цветной («Свема»), стерео
- Оригинальный язык — грузинский

## Другие названия
- немецкое название: Arena der Kühnen